# UCI Oceania Tour
De UCI Oceania Tour is het Oceanische luik van de continentale circuits van de UCI. Het is een wielercompetitie voor mannen waarvan alle wedstrijden in Australië of Nieuw-Zeeland verreden worden. Naast de UCI Oceania Tour zijn er ook competities in Europa, Afrika, Azië en Amerika. De UCI Oceania Tour werd voor het eerst georganiseerd in 2005. Deze competitie vormt het laagste niveau van het professionele wielrennen, onder de UCI World Tour en de UCI ProSeries.

## Wedstrijden
De wedstrijden die deel uitmaken van de UCI Oceania Tour variëren elk jaar enigszins, de jaarpagina's van deze competitie vermelden deze. De wedstrijden worden ingedeeld in vier categorieën op basis van hun niveau en of ze een- of meerdaags zijn.
- .1-categorie
  - 2.1-categorie, de "belangrijkste" meerdaagse wedstrijden
  - 1.1-categorie, de "belangrijkste" eendaagse wedstrijden
- .2-categorie
  - 2.2-categorie, de "minder belangrijke" meerdaagse wedstrijden
  - 1.2-categorie, de "minder belangrijke" eendaagse wedstrijden

## Lijst van eindwinnaars
| Seizoen                    | Winnaar          | Tweede                 | Derde                | Team                                    | Land          |
| -------------------------- | ---------------- | ---------------------- | -------------------- | --------------------------------------- | ------------- |
| UCI Oceania Tour 2005      | Robert McLachlan | William Walker         | Peter Latham         | MG XPower-Bigpond                       | Australië     |
| UCI Oceania Tour 2005-2006 | Gordon McCauley  | Logan Dennis Hutchings | Clinton Robert Avery | Successfulliving.com-Parkpre            | Australië     |
| UCI Oceania Tour 2006-2007 | Robert McLachlan | Karl Menzies           | David Pell           | Drapac Porsche                          | Australië     |
| UCI Oceania Tour 2007-2008 | Hayden Roulston  | Travis Meyer           | Joseph Chapman       | Team AIS                                | Australië     |
| UCI Oceania Tour 2008-2009 | Peter McDonald   | Gordon McCauley        | Tommy Nankervis      | Drapac Porsche                          | Australië     |
| UCI Oceania Tour 2009-2010 | Michael Matthews | Thor Hushovd           | Jonathan Cantwell    | Team Jayco-Skins                        | Australië     |
| UCI Oceania Tour 2011      | Richard Lang     | Nathan Haas            | George Bennett       | Team Jayco-Skins                        | Australië     |
| UCI Oceania Tour 2011-2012 | Paul Odlin       | Nick Aitken            | Jay McCarthy         | Team Jayco-Skins                        | Australië     |
| UCI Oceania Tour 2013      | Damien Howson    | Nathan Earle           | Benjamin Dyball      | Huon Salmon-Genesys WA                  | Australië     |
| UCI Oceania Tour 2014      | Robert Power     | Michael Vink           | Brenton Jones        | Avanti Racing Team                      | Australië     |
| UCI Oceania Tour 2015      | Taylor Gunman    | Patrick Bevin          | Joseph Cooper        | Avanti Racing Team                      | Nieuw-Zeeland |
| UCI Oceania Tour 2016      | Sean Lake        | Peter Kennaugh         | Mark O'Brien         | Avanti IsoWhey Sports                   | Australië     |
| UCI Oceania Tour 2017      | Lucas Hamilton   | Michael Storer         | Jai Hindley          | Mitchelton-Scott CT                     | Australië     |
| UCI Oceania Tour 2018      | Chris Harper     | James Whelan           | Cyrus Monk           | Bennelong SwissWellness                 | Australië     |
| UCI Oceania Tour 2019      | Caleb Ewan       | Michael Matthews       | Jack Haig            | Team BridgeLane                         | Australië     |
| UCI Oceania Tour 2020      | Richie Porte     | Jai Hindley            | George Bennett       | St George Continental Cycling Team      | Australië     |
| UCI Oceania Tour 2021      | Richie Porte     | Ben O'Connor           | Jack Haig            | Black Spoke Pro Cycling                 | Australië     |
| UCI Oceania Tour 2022      | Michael Matthews | Jai Hindley            | Ben O'Connor         | Bolton Equities Black Spoke Pro Cycling | Australië     |
| UCI Oceania Tour 2023      | Kaden Groves     | Jai Hindley            | Michael Matthews     | Bolton Equities Black Spoke             | Australië     |
| UCI Oceania Tour 2024      | Ben O'Connor     | Michael Matthews       | Kaden Groves         | Team BridgeLane                         | Australië     |
| UCI Oceania Tour 2025      |                  |                        |                      |                                         |               |

2005 · 
2006 · 
2007 · 
2008 · 
2009 · 
2010 · 
2011 · 
2012 · 
2013 ·
2014 ·
2015 ·
2016 ·
2017 ·
2018 ·
2019 · 2020 · 2021 · 2022 · 2023 · 2024 · 2025
Belangrijkste wedstrijden

New Zealand Cycle Classic · Herald Sun Tour · Cadel Evans Great Ocean Road Race (voormalig)